# 鄭宏輝
鄭宏輝（台灣話 : Tēnn Hông-hui，1969年8月16日—），台灣新竹市人，民主進步黨籍政治人物，臺灣大學政治學系碩士，《風傳媒》專欄作者，前新竹市議員。

## 生平
鄭宏輝出生在新竹市頭前溪河畔的前溪里。父親是在中油服務的勞工，母親則在農村開小型雜貨店。求學期間，鄭宏輝先後畢業於三民國小、光華國中、新竹高中、臺灣大學政治系學士、臺灣大學政治研究所碩士。
1990年就讀臺灣大學時期，鄭宏輝參與野百合學運，鄭宏輝學生時代擔任前立法委員尤宏國會辦公室助理，接著擔任立法院辦公室主任，熟悉立法與行政大小事務。畢業後，鄭宏輝受到柯建銘邀請，1998年投入選舉，順利當選第五屆新竹市議員，並連任長達五屆二十年。直到2018年決定退選市議員，投入2020年立法委員選舉。
2008年，民進黨立法委員柯建銘轉戰不分區，使當時連任三屆市議員的鄭宏輝有機會轉戰立法委員，但首次參選便敗給了尋求連任的國民黨立法委員呂學樟。2018年，柯建銘二度轉戰不分區，並宣布禮讓鄭參選，鄭遂宣布棄選連任市議員，並於相隔12年之後再度角逐2020年立法委員選舉，其主要對手包括國民黨上回以一萬票的小幅差距落選的五連霸市議員鄭正鈐、時代力量上回落選的邱顯智工程師後援會會長高鈺婷；選舉期間由鄭宏輝、柯建銘、林智堅所組成「會做事新竹隊」主打「建設新竹鐵三角」，但不敵第三度參選的鄭正鈐而未能勝選。
2023年6月，在台灣MeToo運動的期間，鄭宏輝被指控涉及性騷擾，對此鄭宏輝否認，隨後行政院仍解聘其無給職政務顧問以及停止其神腦國際董事長職務。

## 選舉紀錄
| 年度 | 選舉屆數             | 選舉區           | 所屬政黨   | 得票數 | 得票率 | 當選標記 | 備註         |
| ---- | -------------------- | ---------------- | ---------- | ------ | ------ | -------- | ------------ |
| 1998 | 第五屆新竹市議員選舉 | 新竹市第一選舉區 | 民主進步黨 | 3,044  | 8.13%  |          |              |
| 2002 | 第六屆新竹市議員選舉 | 新竹市第一選舉區 | 民主進步黨 | 2,436  | 6.99%  |          |              |
| 2005 | 第七屆新竹市議員選舉 | 新竹市第一選舉區 | 民主進步黨 | 3,624  | 6.89%  |          |              |
| 2008 | 第七屆立法委員選舉   | 新竹市選舉區     | 民主進步黨 | 62,334 | 38.12% |          |              |
| 2009 | 第八屆新竹市議員選舉 | 新竹市第一選舉區 | 民主進步黨 | 4,799  | 9.02%  |          | 選區第一高票 |
| 2014 | 第九屆新竹市議員選舉 | 新竹市第一選舉區 | 民主進步黨 | 5,707  | 8.86%  |          | 選區第一高票 |
| 2020 | 第十屆立法委員選舉   | 新竹市選舉區     | 民主進步黨 | 82,011 | 31.81% |          |              |

## 軼聞
鄭宏輝參與2020年新竹市立法委員選舉，競選對手鄭正鈐是他新竹高中的同班同學。

## 外部連結
- 鄭宏輝的Facebook專頁
- YouTube上的鄭宏輝頻道